# Shane McMahon
Shane Brandon McMahon (* 15. ledna 1970) je americký podnikatel a profesionální wrestler pracující ve WWE. Je členem rodiny McMahonových. Je to syn bývalého vlastníka  a CEO WWE Vince McMahona a kandidátky Spojených států amerických, Lindy McMahonové. Je také starší bratr Stephanie McMahonové Levesqueové a švagr Paula "Triple H" Levesqueho. Je členem čtvrté generace McMahonů.
Dne 22. února 2016 se vrátil do WWE a konfrontoval svého otce Vince McMahona s tím, že chce být generální manažer pro show RAW. Vince souhlasil pod podmínkou, že na WM 32 musí porazit The Undertakera v Hell In a Cell zápase. Zápas Prohrál, ale i přesto dostal vedení RAW na další 4 týdny díky velké podpoře fanoušků. Na placené akci Payback Vince McMahon rozhodl že show RAW povede právě Shane a jeho sestra Stephanie kteří mají stejnou moc a jejich slova mají stejnou váhu. Působil jako komisař pro Smackdown Live. Ve WWE se stále zřídka objevuje, například na Royal Rumble 2022 a Wrestlemanii 39.

## Osobní život
Dne 14. září 1996 se oženil s Marissou Mazzolovou, společně mají tři syny.
Je fanouškem smíšených bojových umění. Z nich ovládá brazilské Jiu-Jitsu a thajský box.

## Šampionáty a ocenění
- Pro Wrestling Illustrated
  - Nováček roku (1999)
  - PWI Feud roku (2001) vs. Vince McMahon
  - 245. místo v žebříčku 500 nejlepších wrestlerů, "PWI 500", roku 1999
- World Wrestling Federation / WWE
  - WWF European Championship (1krát)
  - WWF Hardcore Championship (1krát)
  - WWE World Cup 2018
  - WWE SmackDown Tag Team Championship (1krát) s The Mizem
- Wrestling Observer Newsletter
  - Nejhorší feud roku (2006) s Vince McMahonem vs. D-Generation X (Shawn Michaels a Triple H)